# Axonopus
Axonopus là một chi thực vật có hoa trong họ Hòa thảo (Poaceae).

## Loài
Chi Axonopus gồm các loài: